# 2020 (альбом «Северного Флота»)
«2020» — четвёртый студийный альбом российской рок-группы «Северный Флот». Выпущен 26 марта 2021 года.

## История создания
После выхода предыдущей пластинки — альбома «Иной», релиз которого состоялся в 2018 году, группа «Северный Флот» отпраздновала пятилетие творческой деятельности масштабным туром. По окончании юбилейных торжеств музыканты приступили к работе над новым материалом.
В сентябре 2019 года состоялся релиз первого сингла «Спутник». На песню также сняли клип, режиссером которого стал Олег Заянов. В том же году коллектив представил ещё одно произведение — «Мертвый изнутри». Обе песни группа записала на петербургской студии «Добролет» в сотрудничестве со звукорежиссером Андреем Алякринским.
О записи альбома «Северный Флот» объявил 20 января 2020 года, на тот момент название готовящейся пластинки озвучено еще не было. В тот же день на портале Planeta.ru стартовала кампания по сбору средств на запись альбома, продлившаяся до 20 октября. Указав целью сбора символический 1 рубль, музыканты собрали 1 761 702 рублей, при этом проект поддержали 888 раз.
В марте 2021 года состоялся релиз третьего сингла — композиции «Пританцовывай». В тот же день музыканты опубликовали трек-лист пластинки и открыли предзаказ на стриминговых сервисах.
На обложке альбома впервые не изображён логотип с названием группы, а цифры 2020 перечёркнуты красным крестом, символизируя прощание с этим тяжёлым годом.

## Список композиций
Слова и музыка всех песен — Александр Леонтьев.
| №                   | Название              | Длительность |
| ------------------- | --------------------- | ------------ |
| 1.                  | «Пританцовывай»       | 4:46         |
| 2.                  | «Черное солнце»       | 4:37         |
| 3.                  | «Ветер ходит налегке» | 4:57         |
| 4.                  | «Мне так скверно»     | 3:29         |
| 5.                  | «Не согласен»         | 4:25         |
| 6.                  | «Мой гори огонь»      | 5:08         |
| 7.                  | «Мертвый изнутри»     | 4:08         |
| 8.                  | «Спутник»             | 3:57         |
| 9.                  | «2020»                | 5:04         |
| Общая длительность: | Общая длительность:   | 40:28        |

## Участники записи
- Александр «Ренегат» Леонтьев — вокал, ритм-гитара, автор;
- Яков Цвиркунов — гитара, бэк-вокал;
- Александр Куликов — бас-гитара, бэк-вокал;
- Павел Сажинов — клавишные, программирование;
- Александр «Поручик» Щиголев — ударные.

## Отзывы
Алексей Мажаев из Intermedia оценил альбом на 7,5 баллов из 10, отметив его более развитый по сравнению с предшественниками звук. Геннадий Шостак с сайта Наш Неформат оценил альбом восторженно, но отметил, что в какой-то момент он начинает надоедать из-за тематики пандемии COVID-19, от которой хочется дистанцироваться.